# Phare de Baileys Harbor
Le phare de Baileys Harbor (en anglais : Baileys Harbor Light), était un phare du lac Michigan situé à Baileys Harbor sur Lighthouse Island dans le Comté de Door, Wisconsin.

## Historique
La construction du phare de Baileys Harbor a été effectué en 1852 et en 1853. Il s'agissait du troisième phare construit dans le comté de Door après le phare de Pottawatomie et le phare de Plum Island. Une inspection en 1866 a déclaré que le phare était en très mauvais état et, à la fin de l'automne 1869, il a fermé ses portes. Cela a coïncidé avec l'ouverture des feux d'alignement de Baileys Harbor (phare arrière de Baileys Harbor et phare avant de Baileys Harbor) et du phare de Cana Island en 1870. Aujourd'hui, l'île est une propriété privée et le phare est quasi-en ruine, mais toujours debout. Il est l'un des quatre phares du pays à avoir conservé sa bird-cage lantern (en).

## Description
Le phare  est une tour circulaire en moellons à claire-voie  de 16 m de haut, avec une galerie et une lanterne, adossée à une maison de gardiens.
Identifiant : ARLHS : USA-026 .

## Crédits
- (en) Cet article est partiellement ou en totalité issu de l’article de Wikipédia en anglais intitulé « Baileys Harbor Light » (voir la liste des auteurs).